# Vorst aan de grond

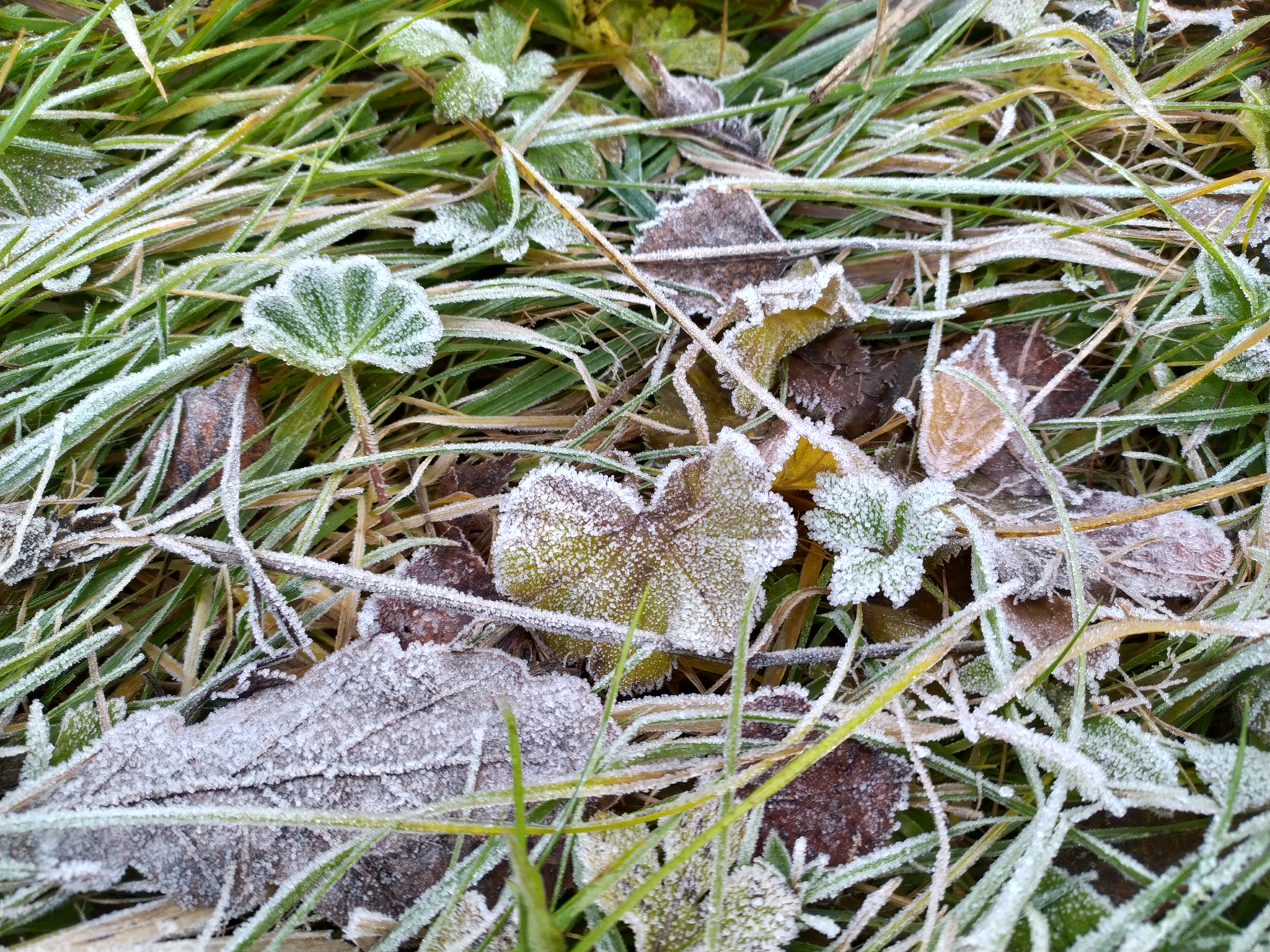
Vorst aan de grond

Vorst aan de grond of nachtvorst is wanneer de nachtelijke temperatuur op klomphoogte (10 cm hoogte) boven kort geknipt gras tot onder het vriespunt daalt.

## Betekenis
De temperatuur wordt op weerstations gewoonlijk op 1,5 meter boven een grasvlakte gemeten. Vlak boven de grond kan het temperatuurverloop echter anders zijn. Tijdens een windstille en heldere nacht koelt het daar sterker af. Voorwerpen op het aardoppervlak en ook bomen, struiken, bladeren en grassprietjes zenden voortdurend straling uit en verliezen onder die omstandigheden snel warmte. Meestal komt pas in de vroege ochtenduren de temperatuur beneden het vriespunt, omdat dan de uitstraling niet langer gecompenseerd wordt door de warmte aanvoer uit de grond.
Bij vorst aan de grond bevriest de in de lucht aanwezige waterdamp op oppervlakken. De direct bevroren waterdamp (depositie) is als een witte aanslag (rijp) te zien op het gras, lage struiken, de bovenkant van houten hekwerken of daken en ruiten van auto's.

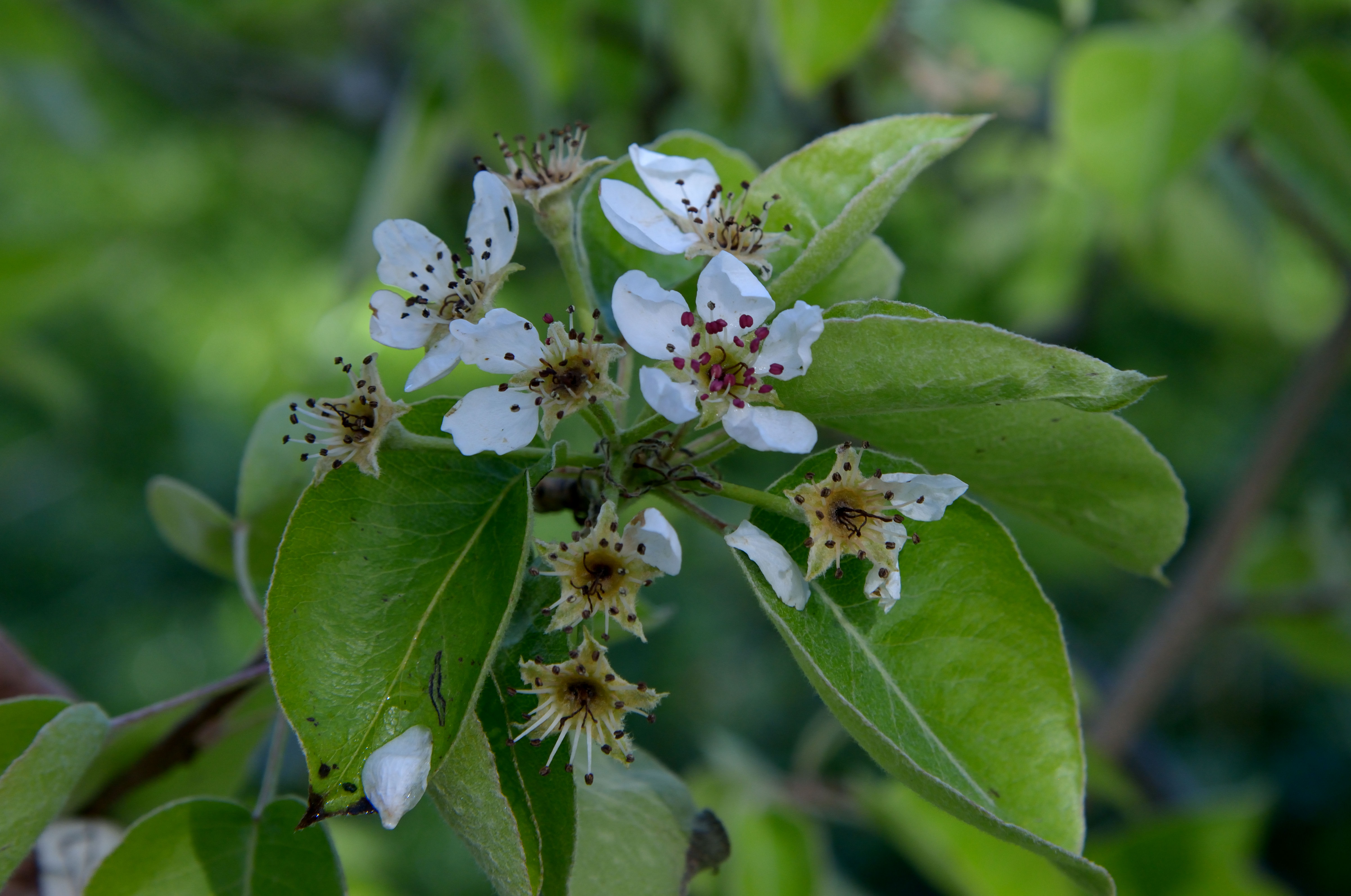
Bruinzwart geworden stijlen en stampers van perenbloesem door nachtvorstschade

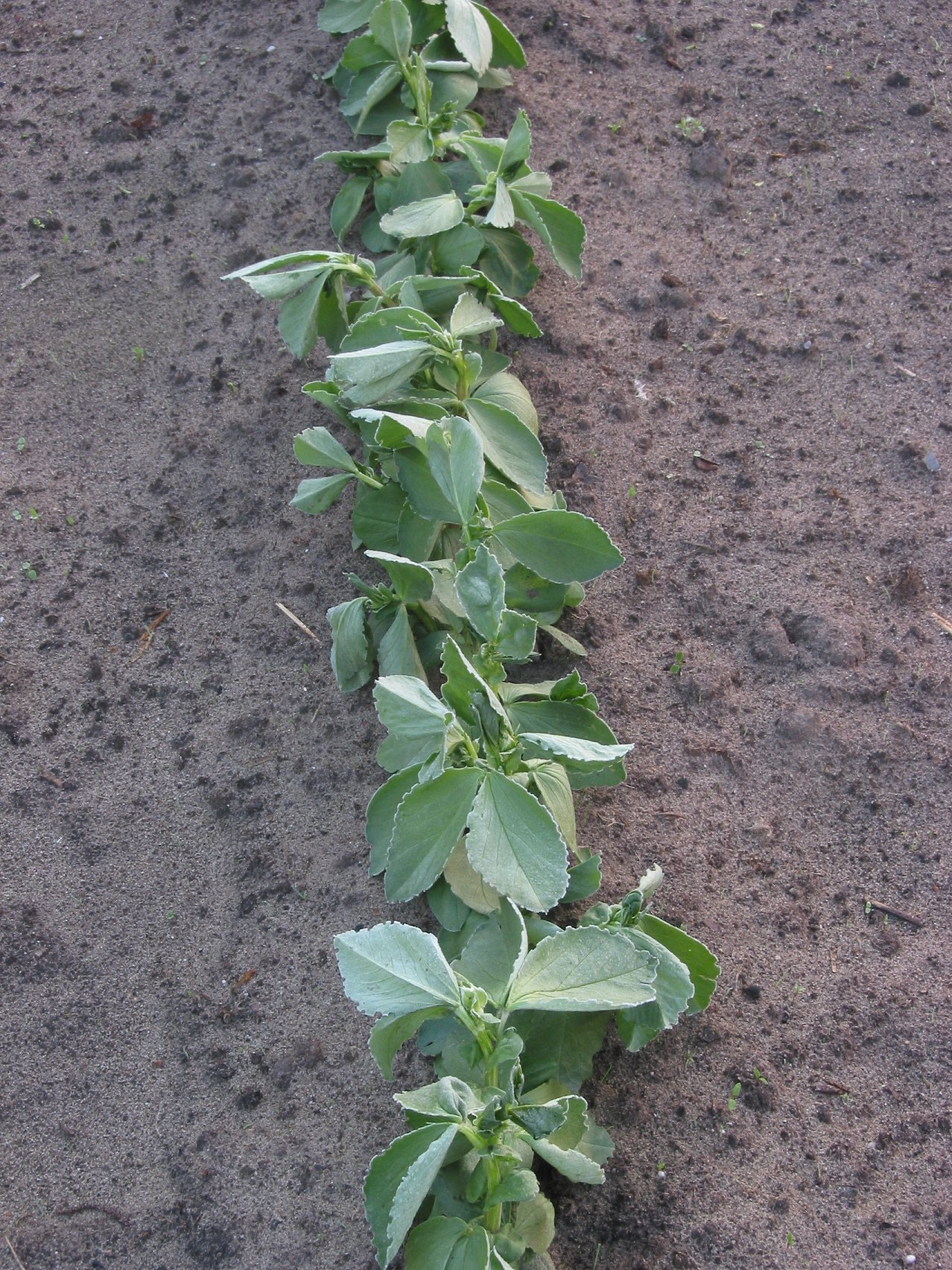
hangende tuinbonen door vorst aan de grond

## Gevolgen voor land- en tuinbouw
Voor de land- en tuinbouw is het belangrijk te weten of de temperatuur bij het aardoppervlak onder nul kan komen. Door tijdig maatregelen te nemen, zoals beregening, kan veel schade aan gewassen worden voorkomen. Vooral voor gewassen die net in bloei staan, kan de vorst funest zijn.
Of het vlak bij de grond werkelijk tot vorst komt, hangt behalve van de weersomstandigheden af van verschillende factoren. Voor de wind beschutte plaatsen zijn er in het algemeen het gevoeligst voor, maar ook van belang zijn bodemgesteldheid, begroeiing en hoogteverschillen.
- Droge grond is gevoeliger voor nachtvorst dan natte grond, omdat in het water veel warmte is opgeslagen.
- Losse grond geleidt warmte slecht, zodat als er nachtvorst verwacht wordt er beter niet geschoffeld kan worden.
- Veengrond is gevoeliger voor nachtvorst dan kleigrond.
- Fruittelers ondervinden in de dalen van Zuid-Limburg bijvoorbeeld meer last van vorst van de grond op de plateaus, omdat koude lucht zwaarder is dan warme lucht, waardoor de koude lucht van de hellingen af de dalen inrolt.

## Frequentie in Nederland
Vanaf september kan er vorst aan de grond optreden. In oktober in gemiddeld 5 nachten en in november 11. Vorst aan de grond komt in de winter in De Bilt gewoonlijk op 15 of 16 dagen per maand voor, in maart op 14 dagen, in april op 11 dagen en in mei op 3 dagen. Ook in de zomer komt het lokaal in Nederland weleens tot vorst aan de grond, maar in augustus heeft het in De Bilt en ook in het gehele land nog nooit op 1,50 m hoogte gevroren.

## IJsheiligen
De ijsheiligen wordt vaak gezien als de laatste periode in het jaar waar nachtvorst op kan treden. Vorstgevoelige planten kunnen daarom het beste pas na de ijsheiligen buiten gezet worden, omdat daarna de kans op vorst aan de grond een stuk kleiner wordt. Maar zelfs tijdens de schaapscheerderskoude (tussen 5 en 20 juni) komt soms nog nachtvorst voor. Augustus is de enige maand in het jaar waarin nachtvorst nog nooit is voorgekomen in De Bilt.
10cm-temperatuur · bodemtemperatuur · hittegolf · ijsdag · koudegetal · koudegolf · luchttemperatuur · temperatuursom · tropennacht · tropische dag · vorst aan de grond · vorstdag · vorstperiode · warme dag · warmtegetal · zachte dag · zomerse dag 

Vorst: lichte vorst · matige vorst · strenge vorst · zeer strenge vorst